# Чебиково (Караідельський район)
Чеби́ково (рос. Чебыков, башк. Сыбыҡ) — присілок у складі Караідельського району Башкортостану, Росія. Входить до складу Ургушівської сільської ради.
Населення — 97 осіб (2010; 111 у 2002).
Національний склад:
- марійці — 73 %